# Кафеталерос де Чьяпас
«Кафетале́рос» (исп. Club de Fútbol Cafetaleros de Tapachula), также известный как «Эстудиа́нтес де Альтами́ра» — мексиканский футбольный клуб, базирующийся в городе Тустла-Гутьеррес штата Чьяпас. Выступает в Ассенсо МХ, во втором по силе дивизионе Мексики.

## История
12 июля 2001 года клуб «Эстудиантес де Сантандер» объявил открытый набор игроков в котором приняли участие сотни молодых футболистов штата, желая играть во вновь созданной команде, которая начнёт играть во Втором дивизионе Мексики (третий дивизион в структуре лиг).
Клуб был официально основан 11 августа 2001 года. В сезоне 2004/05 выступал во Втором дивизионе Мексики, где имел статус фарм-клуба «Сан-Луиса», а затем, Пумас УНАМ. Удержаться в дивизионе они не смогли и вылетели в третий дивизион.
В 2006 году команда сменила название на «Эстудиантес де Альтамира».
Прошло почти пять лет, прежде чем «Альтамира» вернулась во второй эшелон в 2010 году. Это было связано с тем, что команда, заслужившая повышения, не смогла этим правом воспользоваться. Так «Эстудиантес де Альтамира» заняла место в Ассенсо MX.
В 2015 году клуб переехал в город Тапачула (штат Чьяпас) и сменил название на «Кафеталерос де Тапачула». С 2019 года — «Кафеталерос де Чьяпас».